# ТЕС-СЕС Хассі-Р'Мель
ТЕС-СЕС Хассі-Р’Мель – теплова електростанція  у центральній частині Алжира, поблизу супергігантського газового родовища Хассі-Р’Мель.
В 2011 році на площадці ТЕС ввели в експлуатацію парогазову станцію комбінованого циклу, обладнану двома газовими турбінами Siemens типу SGT-800  потужністю по 40 МВт, які через котли-утилізатори з додатковими пальниковими системами живлять одну парову турбіну тієї ж компанії типу SST-900 потужністю 80 МВт.
Особливістю ТЕС є використання інтегрованої сонячної термальної станції. Розташовані на пілонах дзеркала останньої загальною площею 180 тисячі м2 нагрівають теплоносій до температури у 372 градуси Цельсія, що дозволяє подавати до котла-утилізатора додаткову пару. Фактична потужність генерації за рахунок сонячної складової становить 18,4 МВт при номінальній проектній 22 МВт.
Проект реалізовано іспанською компанією Abengoa разом з New Energy Algeria (спільне підприємство алжирських державних компаній – нафтогазової Sonatrach та електроенергетичної Sonelgaz).
Станція стала однією з перших такого типу у світі – за рік до її введення в експлуатацію з’явилась марокканська Айн-Бені-Матар, а в тому ж 2011-му що й Хассі-Р’Мель в Єгипті запустили ТЕС-СЕС Куреймат.